# SN 2005by
SN 2005by – supernowa typu IIb odkryta 2 maja 2005 roku w galaktyce UGC 8701. W momencie odkrycia miała maksymalną jasność 18,80m.